# Милиотис-Комнинос, Константинос
Константи́нос Милио́тис-Комнино́с (греч. Κωνσταντίνος Μηλιώτης-Κομνηνός; 1874 — 1941) — греческий военный деятель (генерал-лейтенант) и фехтовальщик, участник Летних Олимпийских игр 1896 года, участник Балканских войн, Первой мировой войны и греко-турецкой войны.

## Биография

### Спортивная карьера
Константинос родился в 1874 году в городе Эрмуполис на острове Сирос. Он участвовал в первых Летних Олимпийских играх, проходивших в Греции в 1896 году. Греческий спортсмен соревновался в фехтовании на рапирах среди любителей. Соревнования по фехтованию на рапирах среди мужчин на летних Олимпийских играх 1896 прошли 7 апреля. Приняли участие восемь спортсменов из двух стран. Сначала они соревновались в двух группах по четыре спортсмена, а потом лучшие спортсмены встречались друг с другом в финале. Константинос занял третье место из четырёх в своей предварительной группе.
Поединки проходили до трёх уколов. Первый поединок спортсмен выиграл у своего соотечественника Георгиоса Балакакиса (3-1), однако второй поединок проиграл французу Эжен-Анри Гравлоту (2-3). Третий поединок против другого соотечественника Александроса Вуроса не проводился, так как уже был известен победитель в группе. Победителем был определён Вурос. В итоге он поделил итоговое пятое место с французом Анри Делабордом. В 1906 году на внеочередных Олимпийских играх Константинос входил в оргкомитет.
| Поединок | Соперник                             | Счёт | Соперник                 |
| -------- | ------------------------------------ | ---- | ------------------------ |
| 1        | Константинос Комнинос-Милиотис (GRE) | 3-1  | Георгиос Балакакис (GRE) |
| 2        | Константинос Комнинос-Милиотис (GRE) | 2-3  | Эжен-Анри Гравлот (FRA)  |
| 3        | Константинос Комнинос-Милиотис (GRE) | 0-3  | Александрос Вурос (GRE)  |

### Военная карьера
Принял участие в кратковременной, сколь и странной греко-турецкой войне 1897 года, был адъютантом  кронпринца Константина. 
Во время Балканских войн Милиотис-Комнинос имел звание полковника в греческой армии и был командующим 6-й пехотной дивизией. После начала Первой мировой войны и национального раскола в стране Константинос становится ярым сторонником «венизелистов», которые требуют вступления Греции в войну на стороне Антанты.
В 1916 году при поддержке стран Антанты в Салониках было сформировано Временное правительство Греции, в стране фактически установилось двоевластие. 6 декабря 1916 года Константинос был назначен военным министром во Временном правительстве Элефтериоса Венизелоса. После вступления Греции в мировую войну и мобилизации греческой армии Константинос назначается командующим армейским корпусом «В» (3 пехотные дивизии), которым командует до окончания боевых действий на Салоникском фронте.
После окончания войны и получения мандата Антанты на высадку греческой армии в Смирне, на начальном периоде Малоазийского похода и ещё до подписания Севрского мирного договора, согласно которому западное побережье Малой Азии включая Смирну было передано Греции, генерал - майор Комнинос командовал Экспедиционной армией Малой Азии (12.12.1919 – 15.2.1920). 
ушёл в отставку в зании генерал-лейтенанта.
С началом немецкой оккупации Греции, 28 апреля 1941 года, немцы арестовали председателя Клуба офицеров Афин (Дворец Сароглио), генерала Меласа, и закрыли клуб установив охрану на входе. Но старый генерал Милиотис-Комнинос закрытие клуба не принял. Появившись у входа Дворца с хлыстом, он стал избивать немецкого охранника, не впускавшего его в Дворец, выкрикивая «вон из нашего клуба». Генерал Милиотис был расстрелян на месте.